# Keddie (California)
Keddie è un census-designated place nella Contea di Plumas, California, Stati Uniti. La popolazione era di 66 al censimento del 2010.

## Geografia
Keddie si trova a 40°00′21″N 120°57′25″W (40.005901, -120.956899).
Secondo l'United States Census Bureau, il CDP ha una superficie totale di 0,6 miglia quadre (1,6 km²), e tutta composta da terra.
Keddie è il luogo del Keddie Wye, un incrocio ferroviario che presenta ponti e tunnel.

## Storia
Un ufficio postale chiamato Keddie fu fondato nel 1910 e rimase in funzione fino al 1966. Il nome della comunità onora Arthur W. Keddie, un topografo della ferrovia. Nel 1981 Keddie è stato teatro di un quadruplo omicidio rimasto irrisolto noto come gli Omicidi di Keddie.

## Dati demografici

### 2010
Il censimento degli Stati Uniti del 2010 riportava che il CDP aveva una popolazione di 66. La densità di popolazione era di 102,3 persone per miglio quadrato (39.5/km²). C'erano 65 unità abitative con una densità media di 100,7 per miglio quadrato (38.9/km²). La composizione razziale del CDP era del 93,9% bianco, 3,0% afroamericano e 3,0% da due o più razze. Lo 0,0% della popolazione era ispanica o latina di qualsiasi razza.
Il censimento ha riferito che il 100% della popolazione viveva nelle famiglie.
Vi erano 32 famiglie, di cui 5 (15,6%) avevano figli di età inferiore ai 18 anni che vivevano in esse, 13 (40,6%) erano coppie sposate di sesso opposto che vivevano insieme, 4 (12,5%) avevano una femmina senza marito attualmente, 2 (6,3%) avevano un capofamiglia maschio senza moglie presente. Ci sono state 4 (12,5%) coppie sposate tra persone dello stesso sesso e 1 (3,1%) coppie sposate dello stesso sesso. 8 famiglie (25,0%) erano composte da individui e 5 (15,6%) avevano qualcuno che viveva da solo di età pari o superiore a 65 anni. La dimensione media della famiglia era 2,06. C'erano 19 famiglie (il 59,4% di tutte le famiglie); la dimensione media della famiglia era di 2,47.
La popolazione era diffusa con 7 persone (10,6%) di età inferiore ai 18 anni, 4 persone (6,1%) da 18 a 24 anni, 7 persone (10,6%) da 25 a 44 anni, 29 persone (43,9%) da 45 a 64 anni e 19 persone (28,8%) di età pari o superiore a 65 anni. L'età media era di 52,5 anni. Per ogni 100 femmine, c'erano 100,0 maschi. Per ogni 100 femmine di età pari o superiore a 18 anni, c'erano 90,3 maschi.
Vi erano 65 unità abitative, di cui il 78,1% era occupato dal proprietario e il 21,9% era occupato dagli affittuari. Il tasso di posti vacanti del proprietario di abitazione era dello 0%; il tasso di posti vacanti è stato del 22,2%. Il 77,3% della popolazione viveva in unità abitative occupate dai proprietari e il 22,7% viveva in unità abitative in affitto.

## Politica
Nella legislatura statale, Keddie si trova nel 1º distretto del Senato, rappresentato dal repubblicano Brian Dahle, e nel 1º distretto dell'Assemblea, rappresentato dal repubblicano Megan Dahle.
Federalmente, Keddie è nel primo distretto congressuale della California, rappresentato dal repubblicano Doug LaMalfa.